# Studerende
En studerende er en person, som er under uddannelse, ofte på en videregående uddannelse som f.eks. et erhvervsakademi, et universitet eller en professionshøjskole.
En studerende kan også være en person, der i forvejen har gennemført en videregående uddannelse og derefter læser videre på en postgraduat uddannelse som f.eks. en ph.d.-uddannelse.
Personer, der går i folkeskole eller på en ungdomsuddannelse, betegnes på dansk normalt ikke studerende, men derimod elever. Deri ligger også en antydning af, at indsatsen som studerende typisk forventes at være mere selvstændig end for en elev.